# Vsj
VSJ er en færøsk musikgruppe, som har sin oprindelse af Toftir og Leirvík på Færøerne.

## Musikkarriere
VSJ startede med sin musik i 2017, hvor Villiam Soo Joensen producerede musik sammen med den nuværende sanger i gruppen, Dávur á Reynatrøð. Duetten gav den 26 august i 2017 gruppens første single ud, sangen Solution. Senere i 2017 kom de to andre gruppemedlemmer med i gruppen, Høgni Jógvanson og Fríði Bjarkhamar. Siden gruppens første single kom ud, har gruppen været i en konstant vækst, og allerede nu er gruppen en af de forreste indenfor musik på Færøerne. Gruppen har været på tourné i Færøerne, og har for eksempel spillet på den Færøeske Summarfestivalurin (Dansk: Sommerfestival), hvor der hvert år er omkring 10.000 lyttere.

## Gruppens medlemmer
Dávur á Reynatrøð - Vokal (2017 -)
Villiam Soo Joensen - El. guitar, producer (2017 -)
Høgni Jógvanson - Bass, ukulele, Klaver, Synth (2017 -)
Fríði Bjarkhamar - Trommer (2017 -)

## Diskografi
- 2017 - Solution
- 2017 - The Road
- 2018 - Something Magical
- 2018 - Super Hero
- 2018 - God's Work (feat. Dania O. Tausen)
- 2018 - Awesome Time

 Der er for få eller ingen kildehenvisninger i denne artikel, hvilket er et problem. Du kan hjælpe ved at angive troværdige kilder til de påstande, som fremføres i artiklen.